# GEO600
El GEO600 és un detector d'ones gravitatòries localitzat a Hannover, Alemanya. Aquest instrument, i els altres detectors per interferometria similars, són de lluny els instruments científics més sensibles mai dissenyats: aquests aparells haurien de poder detectar canvis en la distància comparables al diàmetre d'un àtom en la distància que va de la Terra al Sol.